# Dintelmond
Dintelmond is de naam van zowel een jachthaven als een bedrijventerrein, daar waar de Dintel uitmondt in het Volkerak in de Nederlandse provincie Noord-Brabant. Dintelmond is gelegen tussen Heijningen en Dinteloord. Iets verderop komt de haventoegang van Dinteloord, en -aan de Heijningse kant- een waterloop genaamd Postbaan of Vleij, in de Dintelmond uit. 
Direct bij de monding van de Dintel bevindt zich een officiële vluchthaven. De haven is geschikt voor vaartuigen CEMT-klasse Va.

## Bedrijventerrein
Het bedrijventerrein werd aangelegd in de jaren 60 van de 20e eeuw en bedraagt 80 ha. Het heeft een bovenlokale functie. In totaal werken er ongeveer 1500 mensen op dit terrein, dat ook een insteekhaven voor binnenvaartschepen bezit.
Er bevinden zich dan ook enkele grotere bedrijven zoals:
- Maltha glasrecycling, uit 1993
- De Boer Dintelmond, een staalconstructiebedrijf, fabriceert onder andere bruggen
- De Jongh, een producent van kunststof leidingsystemen
- Escher Holland (1988), maakt apparatuur voor de procesindustrie
- FBGroup, ontwerpt en fabriceert procesinstallaties
- Zuid-Nederlandse Constructie- en Apparatenbouw (ZNC), dat in 2008 opgegaan is in Hollandia Systems en actief is in de offshore- en procesindustrie en in de waterbeheersing.

## Jachthaven
Vanaf het Volkerak komt men via sluizen in de Dintel, alwaar tevens de jachthavens zijn gelegen en waar een ligplaats voor 375 jachten is. Daarnaast bevinden er zich enkele reparatiewerven voor pleziervaartuigen.